# Queen Anne (Seattle)
Queen Anne, ou Queen Anne Hill (la colline de Queen Anne), est un quartier de Seattle. Il est l'un des plus hauts points de la ville, avec une altitude de 139 mètres (456 pieds). Queen Anne est située juste au nord de Seattle Center et juste au sud du quartier de Fremont, sur les bords du canal du lac Washington. La colline est très tôt devenue le lieu de résidence de prédilection des élites économiques et culturelles de Seattle. Le nom du quartier dérive d'ailleurs du style architectural du même nom, et caractérise le style de certaines des plus anciennes bâtisses de ce lieu.